# Fixed gear

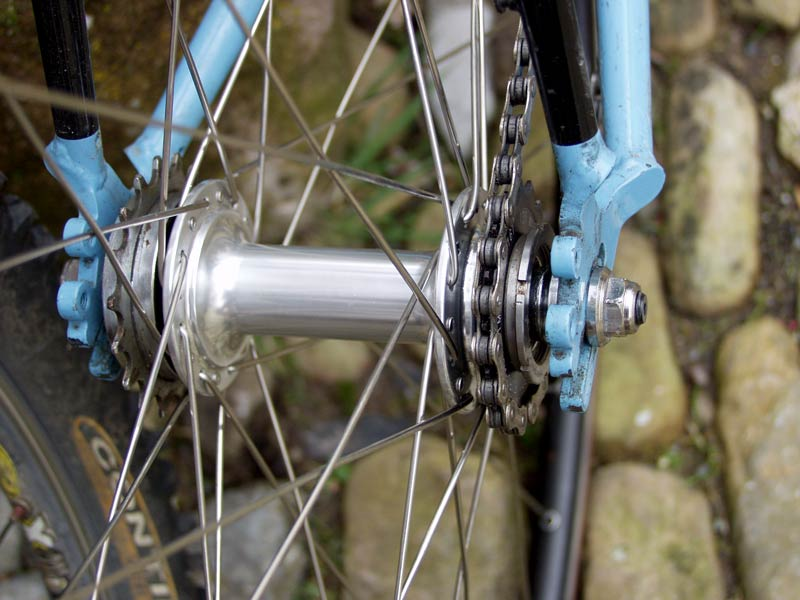
Ett bakhjul med fast krans och frihjulskrans

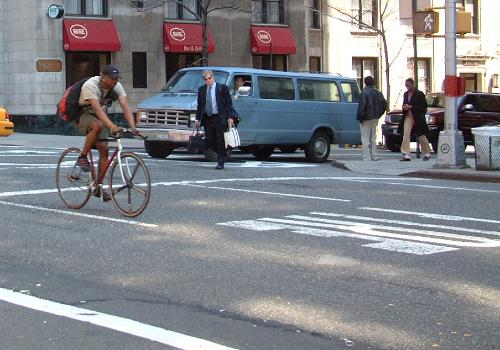
Cykelbud på fixie i New York City

Fixed gear, även fastnav eller fixie, är en enväxlad cykel med fast nav, vilket innebär att pedalerna roterar med hjulet. 
Fastnavscyklar används ofta på banor, så kallade velodromer. Det är även ett redskap för trickcykling och andra cyklesporter som cykelpolo och cykelfotboll. Som vardagscykel används fastnavscyklar framför allt av cykelbud och har blivit populärt på senare år. Med hjälp av en fastnavscykel kan cyklisten både balansera på cykeln och trampa baklänges.

## Historik
Fram till frihjulets ankomst och bredare användning kring år 1900 var det vanligt att cyklarna hade ett fast nav med separat broms som verkade mot framdäcket. Bromsen som fanns var inte så verkningsfull som i dagens cyklar, så många demonterade bromsen för att minska vikten. I den första större landsvägstävlingen, Mälaren runt 1892, var det bara en cyklist som hade kvar bromsen, vilket räddade honom från den krasch som fyra av cyklisterna hamnade i. Den väl prövade mottrampningen var ett sätt att minska farten någorlunda, men hjälper inte alltid.
Den fasta kransens utväxling användes under senare delen av 1910-talet i kombination med frihjulskransen av racercyklister fram till 1930-talets början, detta för att kunna ändra utväxling vid långa uppförs/nedförsbackar. Navet hade då en fast krans på ena sidan, och när cyklisten så ville var det bara att vända på hjulet för att använda frihjulskransen på den andra sidan. Se bilden överst där den blå cykelns baknav är av samma konstruktion. Då växlarna började användas på racercyklar slutade bruket av det fasta navet på vanliga vägar. Däremot användes det fortfarande på velodromen. 
På 1980-talet började fastnavscyklar bli vanliga hos cykelbud i New York. För ett cykelbud kan fastnavet förenkla stopp och start vid rödljus, eftersom väntan på grönt kan ske under balanserande och utan fotisättning i marken. Den mindre mängden lösa delar på cykeln kan också minska mängden funktionsproblem; däremot behöver kedjespänningen kontrolleras oftare på grund av högre kedjetryck.
På senare år har fastnavscyklar även spritts till entusiaster utanför cykelbudskretsar. Aktiv mottrampning kan komplettera den broms som enligt lag måste finnas på cyklar i exempelvis Sverige. Fastnavscyklar marknadsförs ofta som avskalade cyklar utan stänkskärmar och pakethållare. 